# Lefolyótisztító szer
A lefolyótisztító szerek olyan vegyszerek, amelyeket kifejezetten arra a célra állítanak elő, hogy segítségükkel elhárítsák a szennyvízcsatornák dugulását, illetve megelőzzék a csövek, csatornák dugulását. Lefolyótisztító szernek nevezhetjük a háztartásban megtalálható, a lefolyók tisztítására alkalmas szereket is.
Ha a mosdókagyló, WC vagy fürdő lefolyója eldugul, rendszerint először különféle lefolyótisztító vegyszerekkel kísérlik meg a vezetékek megtisztítását. Ezek elsősorban a szerves alapú akadályok elhárításában eredményesek, mint például a felgyülemlett haj vagy a csövek belső felületén lerakódott zsír, de hatékonyak lehetnek más típusú szennyeződések, például különféle mosogatószerek lerakódásainak oldásában is.
Amennyiben több lefolyónyílás is eldugul, a szakemberek rendszerint már nem vegyszerekkel, hanem különféle kézi, mechanikus vagy elektromos cső- és csatornatisztító készülékekkel dolgoznak.
A különféle vegyszerek különféle hatásmechanizmusok alapján működnek, használatuk során szigorúan be kell tartani a gyártó által előírt óvintézkedéseket a sérülések és további károk elkerülése érdekében.

## Házi lefolyótisztító szerek
A vezetékek tisztítására a háztartásokban megtalálható szerek is alkalmasak lehetnek, mint például a szódabikarbóna vagy a trisó. Ezek a szerek általában a lefolyó közvetlen közelében található szerves akadályokkal szemben lehetnek hatékonyak, ám a kifejezetten ilyen célra előállított vegyszereknél kisebb hatásfokkal alkalmazhatók.

## Lefolyótisztító vegyszerek
A lefolyótisztító vegyszerek szilárd és folyékony formában is megvásárolhatók. Rendszerint bármely kiskereskedelmi üzletben többfélét is találhatunk, amelyek között akadnak olyanok is, amelyeket kifejezetten szakemberek általi használatra szántak.

### Lúgos alapú szerek

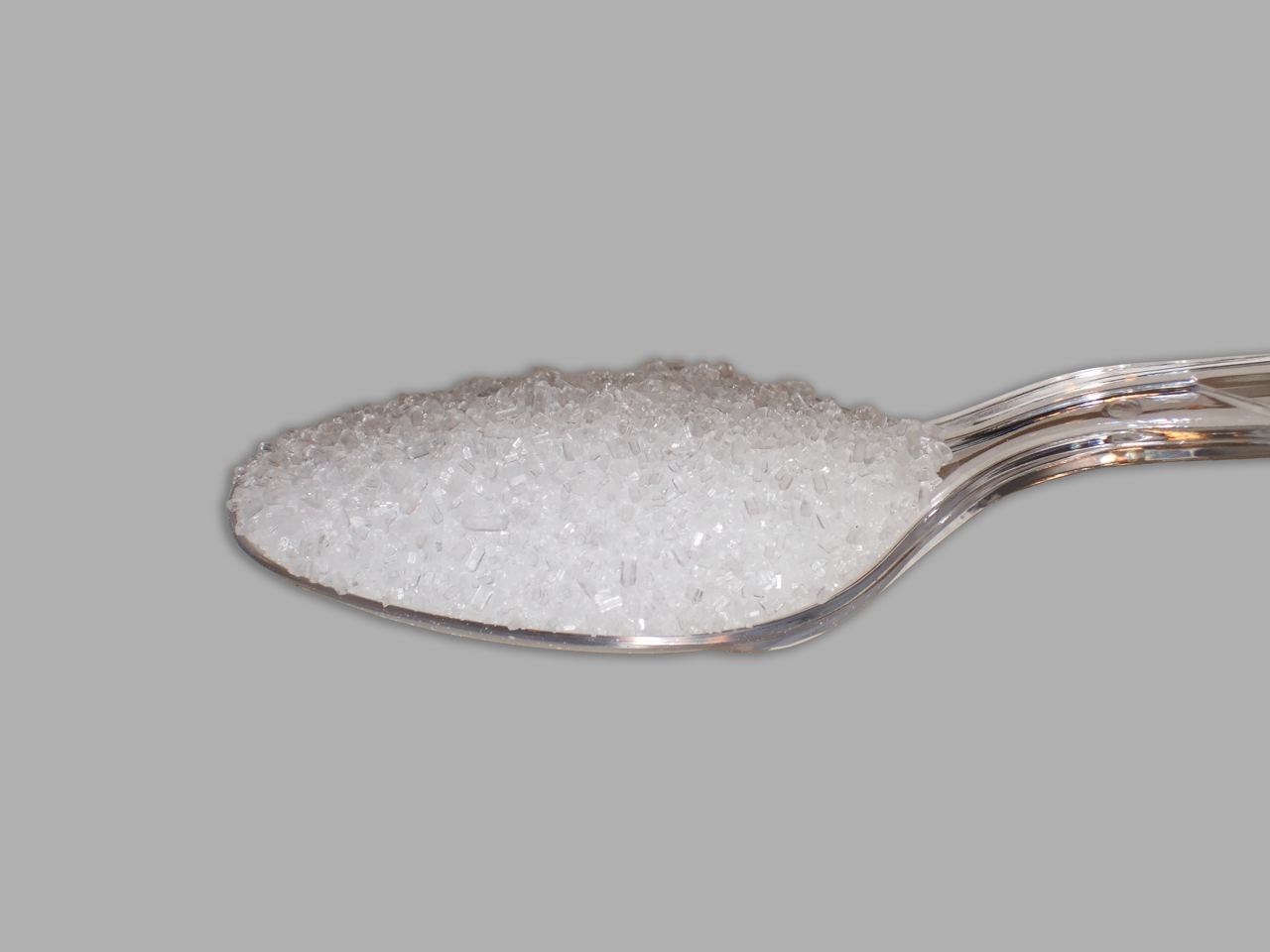
Szilárd állapotú lefolyótisztító szer

A lúgos lefolyótisztító szerek szilárd és folyékony formában is megvásárolhatók, míg a savas lefolyótisztító szerek rendszerint csak folyékony formában érhetők el.
A korrozív lúgos lefolyótisztítók folyékony változataiban találhatunk nátrium-hipokloritot (hipót) és lúgot (nátrium-hidroxidot vagy kálium-hidroxidot) legfeljebb 50 százalékos koncentrációban. Más korrozív keverékeket két összetevős tisztítóként értékesítenek, amelyeket egyszerre kell a lefolyónyílásba önteni, hogy ott összekeveredve kémiai reakcióba lépjenek és így fejtsék ki hatásukat. A vezetékben a két anyag keveredésekor gáz keletkezik, a felületaktív anyagok pedig sűrű habot képeznek belőle. A hab célja, hogy a vezeték belső felületének minél nagyobb részével léphessen reakcióba az anyag és így több szennyeződést oldhasson fel, így kitisztítva a vezetéket.
A korrozív lúgos lefolyótisztítók szilárd változatai általában nátrium-hidroxid vagy kálium-hidroxid granulátumok, amelyek nagyobb koncentrációban tartalmazzák a kémiai összetevőket. Néhány szabadalmaztatott szilárd lefolyótisztítóhoz alumíniumforgácsot is adnak, amely reakcióba lép a vízben található szilárd hidroxiddal, így a maró keverék a vezetékben forráspontig hevül.
A lúgos lefolyótisztítók képesek feloldani a hajat (amelyben fehérjék találhatók) és a zsiradékanyagokat a vezetékekben az amidok vagy észterek lúgos hidrolízise által:
RCONH2 (amidok vagy fehérjék) + OH− → NH3 + RCOO−
RCO2R’ (észterek vagy zsiradékok) + OH− → R'OH + RCOO−

### Savas alapú szerek
A savas lefolyótisztító szerek általában nagy koncentrációban tartalmaznak kénsavat, amely a pH-indikátor papírt pirosra színezi, és azonnal elszenesíti.
A zsiradékokon és hajon kívül egy savas lefolyótisztító, amely kénsavat tartalmaz, képes feloldani a vezetékben megakadt papírzsebkendőt, papírtörlőt, WC-papírt is.
A savas lefolyótisztítók bizonyos esetekben reakcióba léphetnek a vezetékek belső felületén található alumínium-oxiddal.
Az ilyen szerekben megtalálható kénsav hidrolízis útján oldja fel a fehérjéket és zsiradékokat, és mivel magas koncentrációban a kénsav erős vízelvonó tulajdonsággal is bír, dehidratáció útján a vezetékben található papír ellen is hatékony.
A gyártók figyelmeztetései szerint potenciális kockázatot jelenthet a vízzel fellépő heves reakció, illetve a robbanásveszélyes hidrogéngáz létrejötte, amely akkor keletkezik, amikor az anyag reakcióba lép a vezeték anyagában található fémekkel. Egészségügyi kockázatot jelent, ha a keletkező gázokat belélegezzük, lenyeljük, vagy azokkal érintkezünk. Krónikus és akut tünetek is felléphetnek, többek között akár komolyabb égési sérülések a szemen és bőrön, de akár maradandó látásvesztés, a légúti membránok gyulladása és a szöveteken keletkező mart égési sérülések is előfordulhatnak. A savas alapú lefolyótisztító szerek lenyelése halált is okozhat. Mivel az ilyen szerek heves reakcióba lépnek a vízzel, a tisztítandó lefolyóba mindig lassan kell őket adagolni.
A savas lefolyótisztítók savas hidrolízis útján oldják fel a fehérjéket és zsiradékokat, hasonlóan a korábban már tárgyalt lúgos változatokhoz:
RCONH2 (amidok vagy fehérjék) + H2O + (H+ vagy sav) → NH4+ + RCOOH
RCO2R' (észterek vagy zsiradékok) + H2O + savas vagy dehidratáló szer (például kénsavkoncentrátum) RCO2H + R'OH
A kénsavat magas koncentrációban tartalmazó savas lefolyótisztítók emellett dehidratálják a szénhidrátokat tartalmazó anyagokat, mint például a cellulóztartalmú törlőpapírokat:
(C6H10O5)n + kénsav → 6n C + 5n H2O

### Használat és biztonsági szempontok
A lefolyótisztító vegyszerek előnyei közé tartozik, hogy kereskedelmi forgalomban kész formában megvásárolhatók, alkalmazásuk egyszerű, így a segítségükkel hatékonyan eltávolíthatóak a különféle szerves alapú szennyeződések.
Hátrányuk, hogy a lefolyónyílástól messzebb található dugulásokkal szemben kevésbé hatékonyak (így például a WC-ben vagy a fő szennyvízcsatornában keletkező dugulások esetén), illetve hogy a szilárd akadályokat nem képesek elhárítani, használatuk során pedig be kell tartani az alább részletezett biztonsági előírásokat.
A lefolyótisztító vegyszerek veszélyes sérüléseket okozhatnak a szemben, a tüdőben és a bőrön, emellett károsíthatják a ruhaanyagot és az olyan háztartási anyagokat, mint a fa, a festék, alumínium vagy üvegszál. A lefolyótisztító vegyszereket mindig a gyártó által megadott utasításokat és biztonsági előírásokat szigorúan betartva kell alkalmazni, másképpen sérülést okozhatnak. Az erősen korrozív és savas lefolyótisztítók a piacon elérhető potenciálisan legveszélyesebb háztartási szerek közé tartoznak. Ezek a vegyszerek heves reakcióba léphetnek – akár robbanást is okozva – más vegyszerekkel, amelyeket korábban használtunk a lefolyóban és/vagy a vezetékben, ami akár komoly sérüléseket is okozhat a közelben tartózkodóknak.

## Fordítás
- Ez a szócikk részben vagy egészben  a   Drain cleaner című angol Wikipédia-szócikk ezen változatának fordításán alapul.  Az eredeti cikk szerkesztőit annak laptörténete sorolja fel. Ez a jelzés csupán a megfogalmazás eredetét és a szerzői jogokat jelzi, nem szolgál a cikkben szereplő információk forrásmegjelöléseként.